# Имкрезь
Имкре́зь (варган) — древній удмуртський губний звуковий інструмент пластинчастої форми, споріднений варгану та дримбі, аналогічний тумрану обських угрів та коряцьку музичному інструменту ванні-яяй.
Вперше имкрезь був знайдений в могильниках поломської культури. Вкладався в жіночі та дівочі могили. Вважається, що на цьому інструменті грали жінки удмуртки.
Имкрезь складається з металічної підковки з витягнутими кінцями, в середині знаходиться сталевий язичок з гачкуватим загнутим кінцем. Розміри інструмента — 60–120 мм в довжину, 10–15 мм в ширину.
Під час гри однією рукою имкрезь підносять до рота, кінці притискають до зубів та вказівним пальцем іншої руки защипують гачок язичка. Вібруючий язичок створює слабкий звук, який підсилюється порожниною рота та зубами виконавця. Звучання супроводжується обертонами. На имкрезі виконується нескладні награвання.